# Penicillium brunneum
Penicillium brunneum är en svampart som beskrevs av Udagawa 1959. Penicillium brunneum ingår i släktet Penicillium och familjen Trichocomaceae.   Inga underarter finns listade i Catalogue of Life.